# Duppy Freestyle
«Duppy Freestyle» — песня канадского рэпера Дрейка. Она была выпущена 25 мая 2018 года, это дисс на американских рэперов Pusha T и Канье Уэста. Песня спродюсирована Boi-1da и Jahaan Sweet.

## История
На последней песне «Infrared» с альбома Daytona Pusha T диссит Дрейка. В ответ Обри выпустил Duppy Freestyle. Через несколько часов Дрейк разместил в Instagram фотографию счёта на 100 000 долларов, которую он отправил G.O.O.D Music и Def Jam с подписью «Добро пожаловать». Песня привлекла значительное внимание средств массовой информации, а также отклик от Pusha T в Twitter. Торнтон выпустил трек «The Story of Adidon» через четыре дня.

## Описание
Слово «duppy» на ямайском диалекте означает злой дух или призрак. На песне Дрейк намекает, что он писал музыку для Канье Уэста в Вайоминге, называя его «пиявкой и змеей» за то, что он обиделся на своего бывшего соавтора Вирджила Абло, когда тот покинул компанию Yeezy, чтобы стать креативным директором Louis Vuitton. Он также поставил под сомнение масштабы и экстравагантность Pusha T и его брата Мэлиса, занимающегося торговлей наркотиками. Дрейк закончил песню, опровергнув обвинения в гоустрайтинге, выдвинутые Meek Mill.

## Отзывы
Мэтью Шниппер из Pitchfork сказал: «Дрейк испускает глубокий раздраженный вздох ... затем он приступает к разборке с Pusha». Арон А. из HotNewHipHop поставил оценку Very Hot. Макс Гроуб из Highsnobiety сказал, что: «После крупных раскопок в треке Pusha T «Infrared» Дрейк быстро выпустил реакционный дисс-трек на SoundCloud».